# Bactrocera sumbensis
Bactrocera sumbensis är en tvåvingeart som först beskrevs av Erich Martin Hering 1953.  Bactrocera sumbensis ingår i släktet Bactrocera och familjen borrflugor. Inga underarter finns listade.